# Елліс Коулмен
Елліс Е. «Білка-летяга» Коулмен (англ. Ellis E. «The Flying Squirrel» Coleman; нар. 16 серпня 1991, Чикаго, Іллінойс) — американський борець греко-римського стилю, дворазовий срібний та бронзовий призер Панамериканських чемпіонатів, бронзовий призер Панамериканських ігор, учасник Олімпійських ігор.

## Життєпис
Боротьбою почав займатися з 2001 року. Його вітчим змусив його з братом боротися, тому що вони весь час були вдома та грали у відеоігри. Це поклало початок кар'єрі, яка вивела його на найвищий рівень спорту. У юності він двічі вигравав національний турнір. Після вступу в армію США у 2013 році виграв три національних титули.
Тренувався під егідою програми для спортсменів світового класу Армії США (WCAP). Тренер — Шон Льюїс.
Навчався в середніх школах Оук-Парк і Рівер-Форест, Іллінойс та в Університеті Північного Мічигану.
Сержант Армії США.

## Спортивні результати на міжнародних змаганнях

### Виступи на Олімпіадах
| Змагання                    | Збірна | Вагова категорія                 | Місце |
| --------------------------- | ------ | -------------------------------- | ----- |
| Літні Олімпійські ігри 2012 | США    | греко-римська боротьба, до 60 кг | 14    |

### Виступи на Чемпіонатах світу
| Змагання                        | Збірна | Вагова категорія                 | Місце |
| ------------------------------- | ------ | -------------------------------- | ----- |
| Чемпіонат світу з боротьби 2013 | США    | греко-римська боротьба, до 66 кг | 25    |
| Чемпіонат світу з боротьби 2017 | США    | греко-римська боротьба, до 66 кг | 12    |
| Чемпіонат світу з боротьби 2018 | США    | греко-римська боротьба, до 67 кг | 11    |
| Чемпіонат світу з боротьби 2019 | США    | греко-римська боротьба, до 67 кг | 16    |

### Виступи на Панамериканських чемпіонатах
| Змагання                                   | Збірна | Вагова категорія                 | Місце  |
| ------------------------------------------ | ------ | -------------------------------- | ------ |
| Панамериканський чемпіонат з боротьби 2010 | США    | греко-римська боротьба, до 66 кг | Бронза |
| Панамериканський чемпіонат з боротьби 2014 | США    | греко-римська боротьба, до 71 кг | Срібло |
| Панамериканський чемпіонат з боротьби 2018 | США    | греко-римська боротьба, до 67 кг | 7      |
| Панамериканський чемпіонат з боротьби 2019 | США    | греко-римська боротьба, до 67 кг | Срібло |

### Виступи на Панамериканських іграх
| Змагання                  | Збірна | Вагова категорія                 | Місце  |
| ------------------------- | ------ | -------------------------------- | ------ |
| Панамериканські ігри 2019 | США    | греко-римська боротьба, до 67 кг | Бронза |

### Виступи на Всесвітніх іграх військовослужбовців
| Змагання                                | Збірна | Вагова категорія                 | Місце |
| --------------------------------------- | ------ | -------------------------------- | ----- |
| Всесвітні ігри військовослужбовців 2019 | США    | греко-римська боротьба, до 67 кг | 8     |

### Виступи на інших змаганнях
| Змагання                                                               | Збірна | Вагова категорія                 | Місце  |
| ---------------------------------------------------------------------- | ------ | -------------------------------- | ------ |
| Відкритий міжнародний турнір «Sunkist Kids» 2011                       | США    | греко-римська боротьба, до 60 кг | Золото |
| Міжнародний турнір Ньюйоркського атлетичного клубу 2011                | США    | греко-римська боротьба, до 60 кг | Золото |
| Меморіал Олега Караваєва 2011                                          | США    | греко-римська боротьба, до 60 кг | 6      |
| Олімпійський кваліфікаційний турнір з боротьби 2012 (Кіссіммі-Орландо) | США    | греко-римська боротьба, до 60 кг | Срібло |
| Кубок Якоба Курбі 2013                                                 | США    | греко-римська боротьба, до 66 кг | 4      |
| Міжнародний турнір Олімпія 2013                                        | США    | греко-римська боротьба, до 66 кг | Золото |
| Міжнародний турнір Олімпія 2013                                        | США    | вільна боротьба, до 66 кг        | 5      |
| Міжнародний меморіал Білла Фаррелла 2015                               | США    | греко-римська боротьба, до 66 кг | Срібло |
| Кубок Вантаа з боротьби 2015                                           | США    | греко-римська боротьба, до 66 кг | 20     |
| Кубок Арво Хаавісто 2015                                               | США    | греко-римська боротьба, до 66 кг | 7      |
| Гран-прі Угорщини з боротьби 2016                                      | США    | греко-римська боротьба, до 66 кг | 8      |
| Олімпійські випробування США 2016                                      | США    | греко-римська боротьба, до 66 кг | 4      |
| Тор Мастерс 2017                                                       | США    | греко-римська боротьба, до 66 кг | 5      |

### Виступи на змаганнях молодших вікових груп
| Змагання                                      | Збірна | Вагова категорія                 | Місце  |
| --------------------------------------------- | ------ | -------------------------------- | ------ |
| Чемпіонат світу з боротьби серед юніорів 2010 | США    | греко-римська боротьба, до 66 кг | Бронза |
| Чемпіонат світу з боротьби серед юніорів 2011 | США    | греко-римська боротьба, до 66 кг | Бронза |